# Leptura latipennis
Leptura latipennis är en skalbaggsart som först beskrevs av Masaki Matsushita 1933.  Leptura latipennis ingår i släktet Leptura och familjen långhorningar. Inga underarter finns listade i Catalogue of Life.